# Spenge
Spenge település Németországban, azon belül Észak-Rajna-Vesztfália tartományban. Lakosainak száma 14 389 fő (2023. december 31.). Spenge Bünde, Enger, Bielefeld, Werther és Melle községekkel határos.

## Népesség
A település népességének változása:
| Lakosok száma | 13 337 | 14 475 | 14 487 | 14 313 | 14 416 | 14 389 |
|               | 1975   | 2017   | 2019   | 2021   | 2022   | 2023   |